# Molnija (satellite)
Molnija era il nome di un tipo di satellite per telecomunicazioni militari usato dall'URSS.
I satelliti di questo tipo erano piazzati in un'orbita ellittica altamente eccentrica chiamata orbita Molnija, caratterizzata da un'inclinazione di +63,4 gradi e un periodo di circa 12 ore. Quest'orbita, sfruttando la legge di Keplero sulla costanza della velocità areolare, permette al satellite di rimanere visibile per lunghi periodi a siti posti nelle regioni polari, cosa che non sarebbe possibile a satelliti in orbita geosincrona.
Il programma Molnija venne approvato nel 1960. Dopo alcuni insuccessi iniziali avvenuti nel 1964, il primo satellite Molnija venne lanciato con successo il 23 agosto 1965.
Dal 1967 i satelliti Molnija sono stati usati anche a fini civili, per le trasmissioni televisive dell'emittente russa Orbita.
Fu anche usato durante la Guerra Fredda per consentire il collegamento della Linea rossa.